# Ermida de Nossa Senhora do Loreto

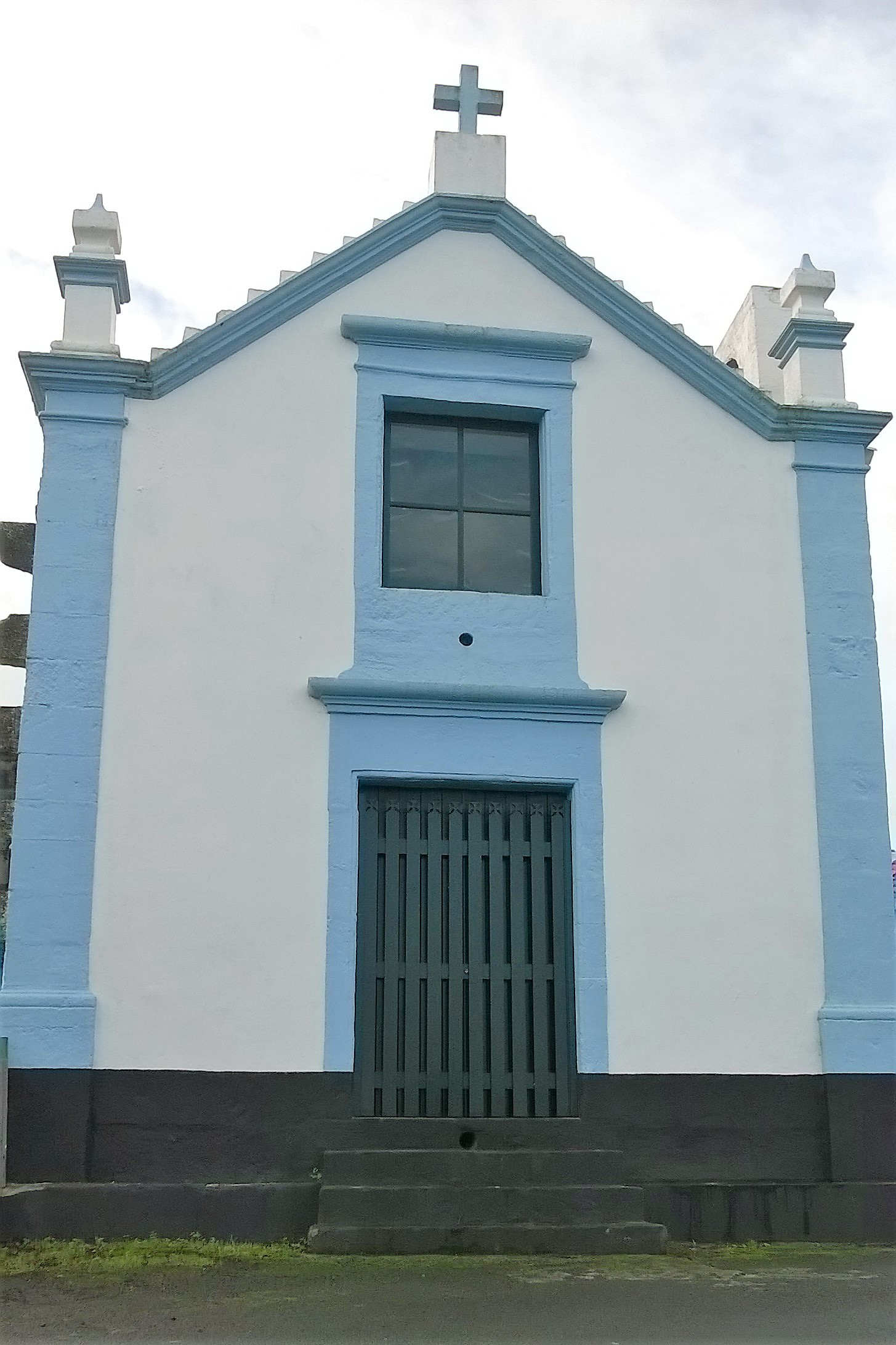
Ermida de Nossa Senhora do Loreto, freguesia dos Biscoitos.

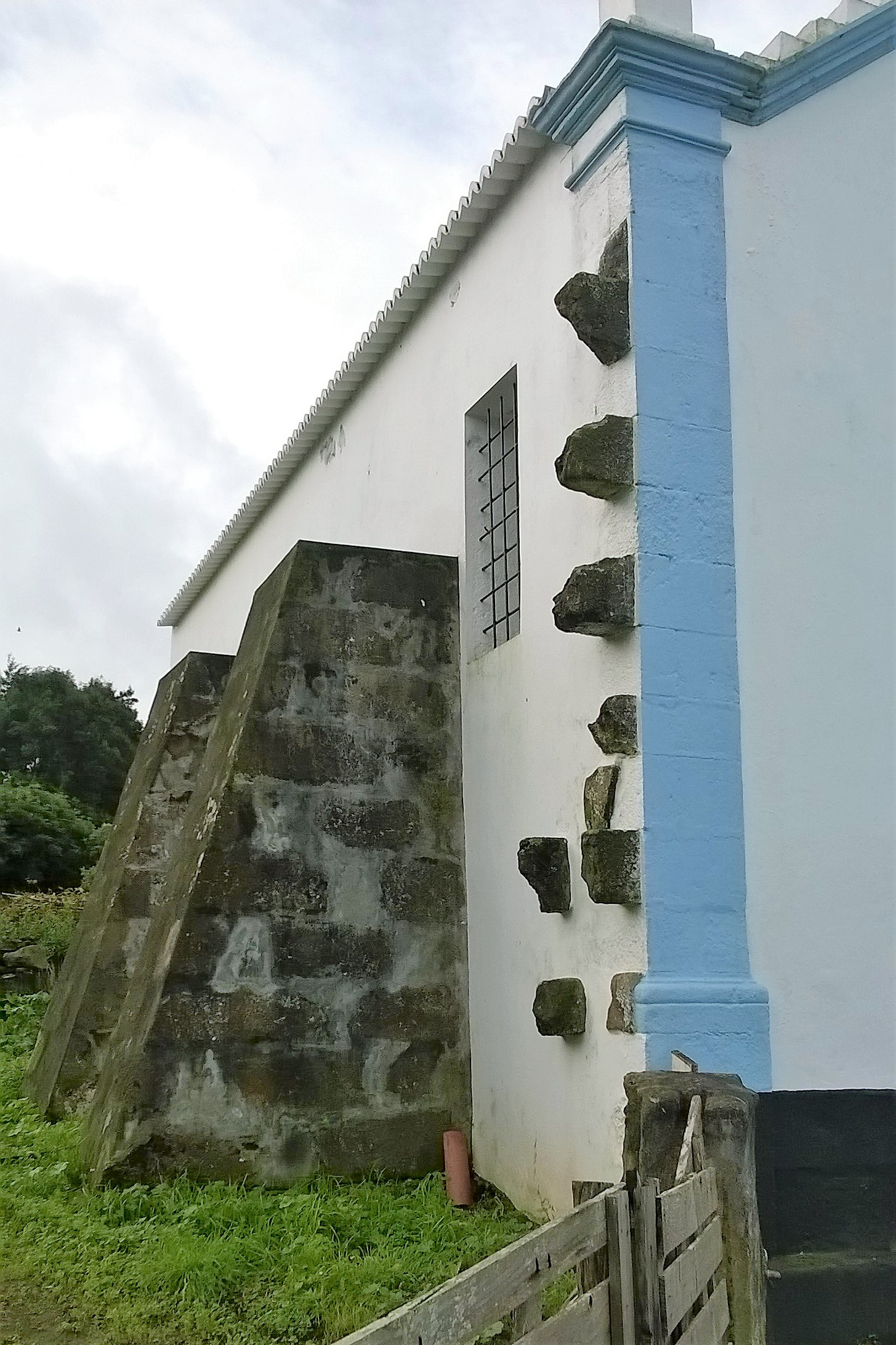
Ermida de Nossa Senhora do Loreto: contrafortes.

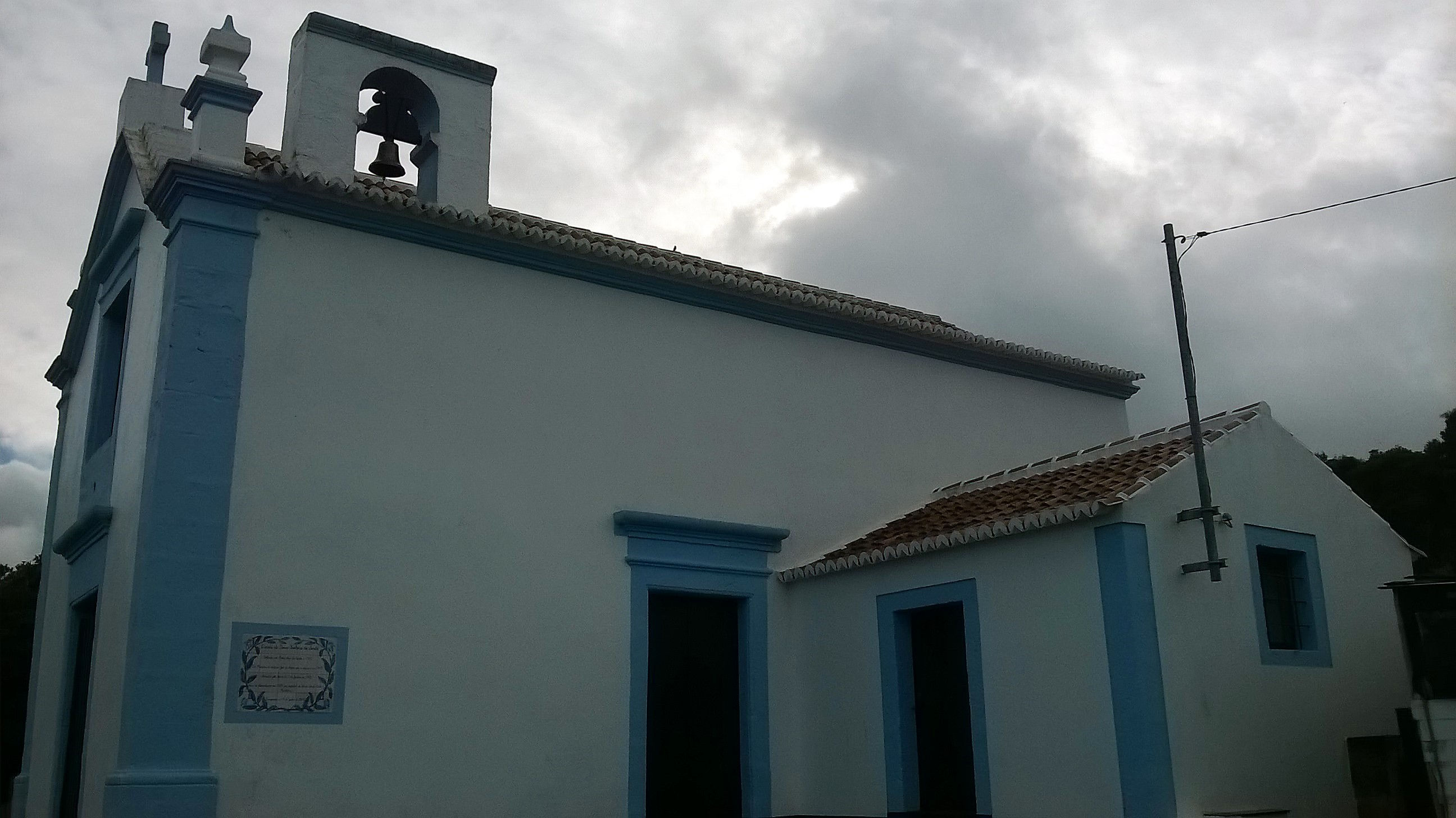
Ermida de Nossa Senhora do Loreto: alçado Oeste.

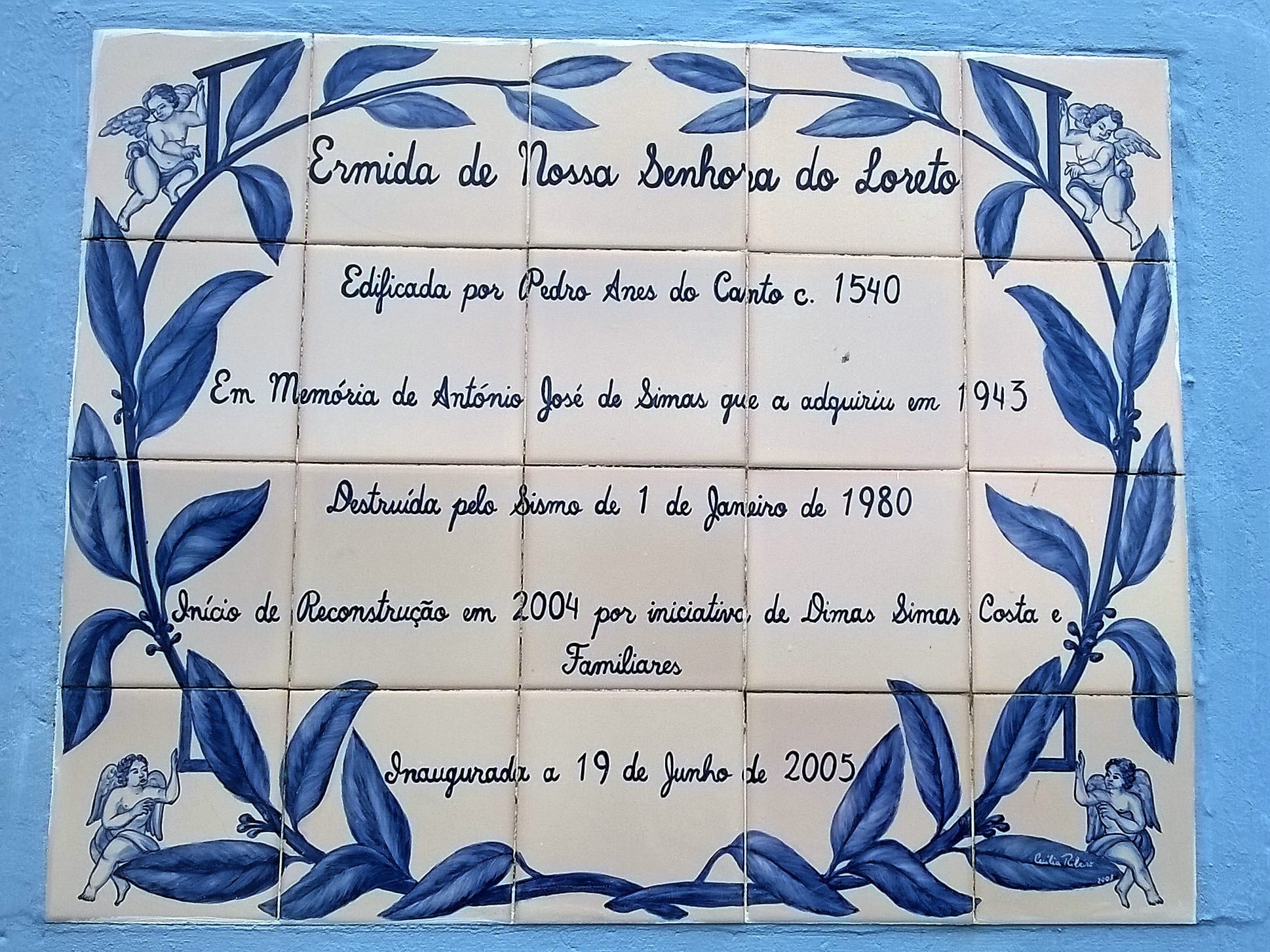
Ermida de Nossa Senhora do Loreto: painel-testemunho alusivo à restauração.

A Ermida de Nossa Senhora do Loreto localiza-se na Canada da Obra, no Bairro de São Pedro, freguesia dos Biscoitos, concelho da Praia da Vitória, na ilha Terceira, Região Autónoma dos Açores, em Portugal.
É o templo mais antigo da freguesia.

## História
Remonta a uma primitiva ermida erguida por iniciativa de Pero Anes do Canto (1480-1556), nomeado "Provedor das Armadas e Naus da Índia em todas as ilhas dos Açores" em 1532. Embora se desconheça a data efectiva da sua edificação sabe-se que o terá sido entre 1512 e 1521, junto às casas que o mesmo possuía na Quinta de São Pedro. "(...) Situada numa zona altaneira, custou a Pero Anes do Canto, segundo declarou, mais de quinhentos mil reais, e foi erigida com licença do rei e do bispado da ilhas." (GREGÓRIO, 1999:34)
Sob a invocação de Nossa Senhora da Nazaré, FRUTUOSO, e posteriormente outros cronistas, referem este templo como Capela de Nossa Senhora do Loreto. (FRUTUOSO, 1978:37) O cronista refere-a como "mui ornada e fresca, a melhor que houve na ilha". (Op. cit.)
Embora alguns autores apontem a data de 1556 para a construção do templo, esta trata-se da de constituição da freguesia dos Biscoitos, após o falecimento de Anes do Canto, no mesmo ano.
Anes do Canto registou ainda que as obras do templo foram dotadas pela oferta da primeira vaca recebida de seu rendeiro, Jorge Marques. Da dotação dessa vaca, e de todas as suas crias, que mandara ferrar na "espadoa" (espádua), Anes do Canto determinou em seu testamento, ao herdeiro do morgadio no qual a vinculou, a respectiva provisão: 16 mil reais, dos quais 12 mil para o pagamento do salário do capelão e 4 mil para os ornamentos e fábrica da capela. Ficavam de fora os gastos com a reparação do edifício, obrigação que deixou ao mesmo herdeiro. Posteriormente, na sua segunda disposição testamentária, datada de 1 de junho de 1543 na nota do tabelião Diogo Leitão, da cidade de Lisboa, determinou que nela fossem aplicados mais 100 mil reais para que fosse corrigido o campanário e adquiridos os ornamentos. (GREGÓRIO, 1999:35) Acredita-se que a obra no campanário pudesse estar ligada com o terramoto de 1547, que atingiu particularmente a área e fez ruir uma parte daquele templo. (Op. cit.) Com relação aos ornamentos do templo, a última disposição conhecida de Anes do Canto, datada de 1555 foi para que todo o gado com que o dotara fosse vendido, e com o montante apurado se adquirisse uma cruz de prata de dez marcos. (Op. cit.)
Foi nesta capela que Anes do Canto inicialmente determinou ser sepultado, caso falecesse na Quinta de São Pedro, vindo a esclarecer, na sua disposição testamentária de 1544, que dando-se o falecimento em tal localidade lá fosse sepultado mas, posteriormente, a sua ossada deveria ser transferida para outra capela, que tencionava erguer na Sé de Angra. (Op. cit.)
A atual ermida datará do século XVIII, conforme o Inventário do Património Imóvel dos Açores.
Adquirida pelo Tenente Coronel António José de Simas, natural da freguesia dos Biscoitos, conforme escritura datada de 17 de novembro de 1943, foi destruída pelo sismo de 1980. Os seus herdeiros, o seu sobrinho, Dimas Simas Costa, emigrado na Califórnia, e familiares, procederam a sua reconstrução a partir de 2004, reinaugurando-a a 19 de junho de 2005, celebrando o matrimónio do próprio Dimas Simas. O custo dos trabalhos ascendeu a cerca de 140 mil dólares, devolvendo-a ao seu estado anterior.
Encontra-se relacionada no Inventário do Património Histórico e Religioso da Praia da Vitória.

## Características
Exemplar de arquitetura religiosa, de enquadramento rural.
Apresenta planta retangular em alvenaria de pedra rebocada e caiada, com excepção do soco, dos cunhais, das cornijas e das molduras dos vãos que são em cantaria. A fachada, voltada a Norte, tem ao eixo a porta, encimada por uma janela. Na fachada lateral Oeste rasga-se outra porta. Estes três vãos são todos em verga reta, dotados de cornija. No alçado Leste, rasga-se uma janela, gradeada.
O cunhal do lado Leste da fachada é encimado por um pináculo. Atrás do referido pináculo, e paralelo à fachada lateral, situa-se um pequeno campanário quadrangular, com um vão rematado em arco de volta perfeita, peraltado, e assente em impostas. A fachada do lado Leste possui dois contrafortes de seção retangular, estreitando-se da base para o topo.
O corpo da antiga sacristia, de um piso com planta retangular, encontra-se adossado perpendicularmente à fachada lateral Oeste. A parede do tardoz é inclinada como se fosse um contraforte contínuo.
O interior é em abóboda de pedra lageada, com um único altar com a imagem de Nossa Senhora do Loreto, um púlpito e um coro alto, vendo-se do lado Oeste a sacristia.